# ترویل
ترویل (به فرانسوی: Terville) یک کمون در فرانسه است که در Canton of Yutz واقع شده‌است.

## خصوصیات
ترویل ۳٫۸۳ کیلومترمربع مساحت و ۶٬۴۶۹ نفر جمعیت دارد و ۱۶۰ متر بالاتر از سطح دریا واقع شده‌است.